# Терстон (округ, Небраска)
Шаблон:StateAbbr_ 42°10′ пн. ш. 96°33′ зх. д. / 42.16° пн. ш. 96.55° зх. д.
Округ Терстон (англ. Thurston County) — округ (графство) у штаті Небраска, США. Ідентифікатор округу 31173.

## Історія
Округ утворений 1865 року.

## Демографія
За даними перепису 2000 року загальне населення округу становило 7171 особи, усе сільське.
Серед мешканців округу чоловіків було 3575, а жінок — 3596. В окрузі було 2255 домогосподарств, 1724 родин, які мешкали у 2467 будинках.
Середній розмір родини становив 3,64.
Віковий розподіл населення поданий у таблиці:
| Стать    | До 15 років | 15-21 | 22-29 | 30-39 | 40-49 | 50-65 | 65-85 | Понад 85 |
| -------- | ----------- | ----- | ----- | ----- | ----- | ----- | ----- | -------- |
| Чоловіки | 1116        | 456   | 261   | 444   | 437   | 430   | 391   | 40       |
| Жінки    | 1085        | 374   | 313   | 485   | 393   | 433   | 451   | 62       |

## Суміжні округи
- Дакота — північ
- Вудбері, Айова — північний схід
- Монона, Айова — схід
- Берт — південний схід
- Камінг — південний захід
- Вейн — захід
- Діксон — північний захід